# 田辺市立芳養小学校
田辺市立芳養小学校（たなべしりつはやしょうがっこう）は、和歌山県田辺市にある公立小学校。

## 概要
毎週月曜日、水曜日、金曜日の3日間に行われる養健タイム（ようけん）では、主にマラソンや、短距離のインターバルなど練習を通して、児童の体力づくりに力を入れている。
「なかよし学級」という特別学級があり、多人数で授業が受けられない児童や周りの環境に馴染めない児童が少数で授業を受けている。また、放課後に地域の人々によって「ふれあい教室」という普段とは異なる教室が開かれ、1-6年生まで自由に参加できる。絵画や俳句などで、たくさんの児童が優秀な成績を修めている。

## 沿革
1873年（明治6年）開校され、田辺市内の公立小学校の中では、一番歴史が古い学校とされている。2007年9月18日から給食を実施しており、城山台給食センターにて作られる。

### 年表
- 1873年4月15日- 善徳寺境内に、稲生小学校として創立[1]
- 1886年 - 下芳養尋常小学校と改称[1]
- 1941年 - 国民学校令により、下芳養国民学校と改称
- 1947年 - 学制改革により田辺市立芳養小学校と改称[1]
- 1971年4月 - 新校舎に移転。始業式を行う[1]

## 教育目標
教育目標は、健・考・和（けん・こう・わ）の三つに分けられ、健（たくましく）考（かしこく）和（やさしく）から成り立っている。

## 出身者
- 濱中治 ‐ プロ野球選手